# Ozyptila fukushimai
Ozyptila fukushimai là một loài nhện trong họ Thomisidae.
Loài này thuộc chi Ozyptila. Ozyptila fukushimai được Hirotsugu Ono miêu tả năm 2002.